# Чемпионат Европы по самбо 2012
Чемпионат Европы по самбо 2012 года прошёл в Москве 17-21 мая. В соревнованиях участвовали представители 28 стран.

## Медалисты

### Мужчины
| Весовая категория | Золото                      | Серебро                       | Бронза                                                    |
| ----------------- | --------------------------- | ----------------------------- | --------------------------------------------------------- |
| до 52 кг          | Альберт Монгуш · Россия     | Геннадий Чиргадзе · Грузия    | Тигран Киракосян · Армения Джамбулат Ахмадов · Беларусь   |
| до 57 кг          | Ушанги Кузанашвили · Грузия | Ислам Гасымов · Азербайджан   | Иван Анискевич · Беларусь Ваган Варданян · Армения        |
| до 62 кг          | Антон Клинов · Россия       | Борис Борисов · Болгария      | Ваэ Тутхалян · Беларусь Октавиан Наку · Молдова           |
| до 68 кг          | Александр Кокша · Беларусь  | Леван Нахуцришвили · Грузия   | Мартин Иванов · Болгария Тигран Казарян · Украина         |
| до 74 кг          | Александр Шабуров · Россия  | Виссарион Берулава · Грузия   | Алексей Романчик · Беларусь Дмитрий Бабийчук · Украина    |
| до 82 кг          | Сергей Кирюхин · Россия     | Алексей Степаньков · Беларусь | Андрей Блинду · Румыния Ашот Даниелян · Армения           |
| до 90 кг          | Андрей Казусёнок · Беларусь | Арсен Ханджян · Россия        | Валентин Йордан · Франция Иван Васильчук · Украина        |
| до 100 кг         | Вячеслав Михайлин · Россия  | Василий Кузнецов · Беларусь   | Мирослав Дебрелиев · Болгария Мириан Павлиашвили · Грузия |
| свыше 100 кг      | Нодар Метревели · Грузия    | Александр Ваховяк · Беларусь  | Максим Ширяев · Россия Кирилл Воловик · Украина           |

### Женщины
| Весовая категория | Золото                        | Серебро                            | Бронза                                                  |
| ----------------- | ----------------------------- | ---------------------------------- | ------------------------------------------------------- |
| до 48 кг          | Полина Рубель · Россия        | Алина Пащук · Украина              | Габриела Кирилова · Болгария Юлия Сцешенко · Беларусь   |
| до 52 кг          | Диана Алиева · Россия         | Марина Жарская · Беларусь          | Сосе Баласанян · Армения Магдалена Варбанова · Болгария |
| до 56 кг          | Татьяна Зенченко · Россия     | Калина Стефанова · Болгария        | Ханна Залетская · Беларусь Олеся Савчук · Украина       |
| до 60 кг          | Надежда Герасименко · Украина | Яна Костенко · Россия              | Гаяне Хачатрян · Армения Елена Григорова · Болгария     |
| до 64 кг          | Ирина Громова · Россия        | Анжела Паим-Красковская · Беларусь | Шорена Шарадзе · Грузия Алёна Сайко · Украина           |
| до 68 кг          | Маргарита Гурциева · Россия   | Валентина Карауш · Молдова         | Виктория Денисенко · Украина Ольга Намазова · Беларусь  |
| до 72 кг          | Татьяна Савенко · Украина     | Светлана Аверушкина · Россия       | Мария Кузнецова · Беларусь Тереза Джурова · Болгария    |
| до 80 кг          | Мария Оряшкова · Болгария     | Ирина Леонидзе · Грузия            | Анна Субботина · Россия Светлана Готфрид · Украина      |
| свыше 80 кг       | Анна Балашова · Россия        | Светлана Ярёмка · Украина          | Санта Пакеныте · Литва Юлия Борисик · Беларусь          |

### Боевое самбо
| Весовая категория | Золото                      | Серебро                       | Бронза                                                  |
| ----------------- | --------------------------- | ----------------------------- | ------------------------------------------------------- |
| до 52 кг          | Семён Тайпинов · Россия     | Мхитар Мхитарян · Армения     | Гинтаутас Каткус · Литва Сергей Чёрный · Украина        |
| до 57 кг          | Курбан Магомедов · Россия   | Камран Джавадов · Азербайджан | Арутюн Мирабян · Армения Сергей Глущенко · Украина      |
| до 62 кг          | Адам Талдиев · Россия       | Алексей Заяц · Украина        | Марко Косев · Болгария Иван Ромеро · Франция            |
| до 68 кг          | Сергей Гречихо · Литва      | Валериу Тихинеану · Румыния   | Вадим Зеленюк · Украина Вачик Варданян · Армения        |
| до 74 кг          | Андрей Калинин · Россия     | Рустем Сейдалиев · Украина    | Александр Фёдоров · Эстония Григорий Панфилий · Молдова |
| до 82 кг          | Баир Омоктуев · Россия      | Илья Дровнясин · Эстония      | Маврик Насибян · Армения Борис Величков · Болгария      |
| до 90 кг          | Султан Алиев · Россия       | Камен Георгиев · Болгария     | Себастьян Либебе · Франция Александр Коломиец · Украина |
| до 100 кг         | Денис Гольцов · Россия      | Генко Иванов · Болгария       | Игорь Задерновский · Украина Игорь Рассоха · Беларусь   |
| свыше 100 кг      | Кирилл Сидельников · Россия | Мартин Маринков · Болгария    | Грегори Гаел · Франция Григорий Кузьменко · Украина     |

## Общий медальный зачёт

### Мужчины
| Место | Страна   | Золото | Серебро | Бронза | Всего |
| ----- | -------- | ------ | ------- | ------ | ----- |
| 1     | Россия   | 5      | 1       | 1      | 7     |
| 2     | Беларусь | 2      | 3       | 4      | 9     |
| 3     | Грузия   | 2      | 3       | 1      | 6     |
| 4     | Украина  | 0      | 0       | 0      | 4     |
| 5     | Болгария | 0      | 1       | 2      | 3     |
| 6     | Армения  | 0      | 1       | 0      | 1     |
| 7     | Молдова  | 0      | 0       | 1      | 1     |
| 7     | Румыния  | 0      | 0       | 1      | 1     |
| 7     | Франция  | 0      | 0       | 1      | 1     |

### Женщины
| Место | Страна   | Золото | Серебро | Бронза | Всего |
| ----- | -------- | ------ | ------- | ------ | ----- |
| 1     | Россия   | 6      | 2       | 1      | 9     |
| 2     | Украина  | 2      | 2       | 4      | 8     |
| 3     | Болгария | 1      | 1       | 4      | 6     |
| 4     | Беларусь | 0      | 2       | 5      | 7     |
| 5     | Грузия   | 0      | 1       | 1      | 2     |
| 6     | Молдова  | 0      | 1       | 0      | 1     |
| 7     | Армения  | 0      | 0       | 2      | 2     |
| 8     | Литва    | 0      | 0       | 1      | 1     |

### Боевое самбо
| Место | Страна      | Золото | Серебро | Бронза | Всего |
| ----- | ----------- | ------ | ------- | ------ | ----- |
| 1     | Россия      | 8      | 0       | 0      | 8     |
| 2     | Украина     | 0      | 2       | 6      | 8     |
| 3     | Болгария    | 0      | 3       | 2      | 5     |
| 4     | Армения     | 0      | 1       | 3      | 4     |
| 5     | Литва       | 1      | 0       | 1      | 2     |
| 6     | Эстония     | 0      | 1       | 1      | 2     |
| 7     | Азербайджан | 0      | 1       | 0      | 1     |
| 7     | Румыния     | 0      | 1       | 0      | 1     |
| 8     | Беларусь    | 0      | 0       | 1      | 1     |
| 8     | Молдова     | 0      | 0       | 1      | 1     |